# Sangalopsis incaudata
Sangalopsis incaudata là một loài bướm đêm trong họ Geometridae.